# Arens-Fort-Raum
Der Arens-Fort-Raum, benannt nach den Mathematikern R. F. Arens und M. K. Fort, ist ein speziell konstruiertes Beispiel eines topologischen Raumes, der auf Grund seiner Eigenschaften oft als Gegenbeispiel verwendet wird.

## Definition

Typische Nullumgebung, nur die Spalten 2,3 und 5 enthalten nicht fast alle Punkte (unter der Annahme, dass das Muster der obersten 6 Punkte fortgesetzt wird).

Die zugrunde liegende Menge ist {\displaystyle \mathbb {N} ^{2}}, also die Menge aller Paare {\displaystyle (m,n)} natürlicher Zahlen {\displaystyle m,n=0,1,2,3,4,....}.
Die Teilmenge {\displaystyle \{(m,n);n\in \mathbb {N} \}} heißt {\displaystyle m}-te Spalte.
Die Menge {\displaystyle \mathbb {N} ^{2}} wird zu einem topologischen Raum, dem Arens-Fort-Raum, indem die folgenden Mengen als offen erklärt werden:
- Jede Menge in {\displaystyle \mathbb {N} ^{2}}, die den Nullpunkt {\displaystyle (0,0)} nicht enthält.
- Jede Menge, die den Nullpunkt und alle bis auf endlich viele Punkte in allen außer endlich vielen Spalten enthält.

## Topologische Eigenschaften
- Der Arens-Fort-Raum ist ein normaler Hausdorff-Raum.
- Jeder Punkt ist abzählbarer Durchschnitt abgeschlossener Umgebungen.
- Der Arens-Fort-Raum ist ein Lindelöf-Raum.
- Genau die endlichen Teilmengen sind kompakt.
- Der Arens-Fort-Raum ist hemikompakt.[1]

## Fehlende Eigenschaften
- Der Arens-Fort-Raum genügt weder dem ersten noch dem zweiten Abzählbarkeitsaxiom.
- Der Arens-Fort-Raum ist nicht metrisierbar.
- Der Arens-Fort-Raum ist nicht kompakt.

## Gegenbeispiele
- In metrischen Räumen folgt aus der Separabilität das zweite Abzählbarkeitsaxiom. Der Arens-Fort-Raum zeigt, dass dies im Allgemeinen nicht gilt, denn er ist separabel (er besteht selbst nur aus abzählbar vielen Punkten), genügt aber nach Obigem nicht dem zweiten Abzählbarkeitsaxiom.
- Zählt man die Punkte aus {\displaystyle \mathbb {N} ^{2}\setminus \{(0,0)\}} wie bei Cantors erstem Diagonalargument ab, so erhält man eine Folge {\displaystyle (x_{n})_{n}}, die immer wieder Folgenglieder in jeder Spalte und damit in jeder Nullumgebung hat.

{\displaystyle {\begin{array}{cccccccccc}x_{6}\\\uparrow &\searrow \\x_{5}&&x_{7}&&\ddots \\&\nwarrow &&\searrow &&\nwarrow \\x_{1}&&x_{4}&&x_{8}&&x_{11}\\&\searrow &&\nwarrow &&\searrow &&\nwarrow \\&&x_{2}&\rightarrow &x_{3}&&x_{9}&\rightarrow &x_{10}\end{array}}}
{\displaystyle (0,0)} ist einziger Häufungspunkt dieser Folge, aber keine Teilfolge dieser Folge konvergiert gegen {\displaystyle (0,0)}.
- Unterräume von Kelley-Räumen sind im Allgemeinen keine Kelley-Räume. Der Arens-Fort-Raum ist kein Kelley-Raum, denn die kompakten Teilmengen sind genau die endlichen, er ist aber mittels Stone-Čech-Kompaktifizierung Unterraum eines kompakten und damit eines Kelley-Raums.
- Aus der kompakten Konvergenz folgt nicht die lokal gleichmäßige Konvergenz. Betrachtet man die durch

{\displaystyle f_{k}(m,n)={\begin{cases}1&{\mbox{falls }}m+n{\mbox{ ungerade und }}m+n\leq k\\0,&{\mbox{sonst}}\end{cases}}}
und
{\displaystyle f(m,n)={\begin{cases}1&{\mbox{falls }}m+n{\mbox{ ungerade}}\\0,&{\mbox{sonst}}\end{cases}}}
definierten Funktionen {\displaystyle \mathbb {N} ^{2}\rightarrow \mathbb {R} }, so konvergiert die Funktionenfolge {\displaystyle (f_{k})_{k\in \mathbb {N} }} punktweise gegen {\displaystyle f}. Da genau die endlichen Mengen kompakt sind, liegt sogar kompakte Konvergenz vor. Jede Funktion {\displaystyle f_{k}} ist stetig, denn sie ist auf der Nullumgebung {\displaystyle \{(0,0)\}\cup (\mathbb {N} ^{2}\setminus \{0,\ldots ,k\}^{2})} konstant gleich 0, aber die Grenzfunktion {\displaystyle f} ist unstetig, da sie in jeder Nullumgebung den Wert 1 annimmt. Insbesondere liegt keine lokal gleichmäßige Konvergenz vor, denn sonst müsste die Grenzfunktion stetig sein.